# 一龍斎春水
一龍斎 春水（いちりゅうさい はるみ、本名: 大久保 洋子（おおくぼ ようこ）、1952年7月10日 - ）は、日本の女性声優、ナレーター、講談師。声優としてはアクセント、講談師としては講談協会所属。北海道小樽市生まれ、神奈川県藤沢市出身。デビューから2011年末まで、講談以外では麻上 洋子（あさがみ ようこ）の名前で活動していた。
1992年、講談師の一龍斎貞水に入門し、春水（はるみ）の号を受ける。1996年に二ツ目に、2004年真打に昇進した。

## 来歴
小さい頃からアニメが好きで漫画も好きで『少女フレンド』、『りぼん』なども読んでいた。しかしその頃から「声優になりたい」と思ったわけではなかったという。
子供の頃から松本零士ファンで、『奥様は魔女』でサマンサ役の北浜晴子に魅せられ声優になりたいと思った一番最初のきっかけだと語る。声で何かを表現することが好きで小学時代は放送委員、中学高校時代は放送部員であり、ラジオドラマを作ったり、ディスクジョッキーの真似事をしていた。
母は目が悪く父にソノシート付きの絵本を買ってもらったが、ソノシートをかけて絵本を見るうちに、文字、読みかたを覚えていった。小学校入学時には本を音読することが得意で、教師にも褒められ、自信にも繋がった。
高校3年の時に「改めて私は何をしたいんだろうか」と考えていたところ「やっぱり声を使う仕事がしたい」と考えていた。アナウンサーか声優かで迷っていたところアナウンサーの放送部の先輩に「アナウンサーは、書かれた文字をキチッと読んで、聞き手に伝える仕事だよ。けど声優は、文字を自分の感性でとらえて、それを聞き手に渡すんじゃないか」と言われて声優をやりたいと考えるようになった。
神奈川県立鎌倉高等学校卒業後に黒沢良が創設した声優養成所の一期生となる。その時の同期生に鈴木れい子、若本規夫、幹本雄之、井口成人などがいる。その後、養成所を主催していた新劇俳優・舞台演出家の早野寿郎に師事する。
『ゼロテスター』のリサ役で初レギュラーに抜擢。『フランダースの犬』でアロア役を3話まで務め、桂玲子に交代。これは裏番組『宇宙戦艦ヤマト』が3か月前から先行放送されていたためで、アロア、森雪ともに作品のメインキャラクターで、同じ役者が裏番組同士を掛け持つことを懸念したスタッフや所属事務所側の配慮から交代となった。
『宇宙戦艦ヤマト』の放送終了後、納谷悟朗、木村幌に「お前も芝居やれ」と言われ、「わたしも芝居できなきゃ先輩たちに失礼だ」と思い、早野に会ってお願いし、早野が主宰の劇団俳小の第1期生になり、約10年間、芝居をしていた。その後、A&E、NPSテアトルに所属していた。
1978年8月に封切られた『さらば宇宙戦艦ヤマト 愛の戦士たち』では、前作の時の隊員同士という関係と異なり、古代進への愛があることから何気ない会話であっても微妙なニュアンスを作るのに苦労したと雑誌のインタビューで述べている。
1979年 折からの第一次アニメブームの人気を受けて、ラジオ大阪『アニメトピア』の初代パーソナリティを吉田理保子と共に担当。一挙に人気番組になる。アニメトピアのLPレコードも作成されている。
1980年から1981年にかけてアニメトピアの成功を受けて、同局の人気ラジオ番組のJAM JAM OSAKAの月曜パーソナリティーを、まだ世間的には無名だった阿藤海と担当する。ここで阿藤から『こだぬきポン子』の渾名を付けられる。
声優専業時代にあったファンクラブ名は「こだぬき会」といい、そのスタッフには『月刊OUT』などで活躍していた者がいた。
歌手としても、ソロで『子猫のフーガ』や吉田理保子ともシングルレコード数枚を発売した。舞台女優として、東京都文京区千石にあった三百人劇場にて『勇者オヤンタイ』などの舞台にも立った。
構成作家から「伝統話芸に興味はないの？」と声をかけられて、1993年7月 語り芸である講談に興味を持ち、一龍斎貞水に入門して惣領弟子となり「春水（はるみ）」の芸名をもらい、講談師としての活動を開始、声優としてはこれまでの芸名を継続。
2004年3月に真打ちに昇進する。
2012年1月より声優としての芸名「麻上洋子」を「一龍斎春水」に改名。
2022年、第16回声優アワードにおいて功労賞を受賞。

## 人物
声種はメゾソプラノ。
特技は講談。趣味は俳句、着付け、ゴルフ、インターネット。
好きな言葉は「おもいやり」。
森功至とは誕生日が同じであり、『J9シリーズ』で共演している。
姉がいる。

## 出演
太字はメインキャラクター。

### テレビアニメ
1972年
- 樫の木モック（ロザンナ）
- ハゼドン

1973年
- ゼロテスター（1973年 - 1974年、リサ）

1974年
- 宇宙戦艦ヤマトシリーズ（1974年 - 1981年、森雪） - 3シリーズ + 特別編
- ウリクペン救助隊
- 昆虫物語 新みなしごハッチ（シーマの母）
- 破裏拳ポリマー

1975年
- タイムボカン（シンデレラ、チヌチヌ）
- フランダースの犬（アロア〈初代〉）
- ラ・セーヌの星（ミシェル）
- わんぱく大昔クムクム（フルフル）

1976年
- 母をたずねて三千里
- ブロッカー軍団IVマシーンブラスター（北条ユカ）
- ポールのミラクル大作戦（パックン）
- ろぼっ子ビートン（ガキレンジャー）

1977年
- あしたへアタック!（花房みつる）
- 一発貫太くん（下級生、田中夏子、竹五郎）
- 恐竜大戦争アイゼンボーグ（立花愛）
- ヤッターマン（スーミン、ラロア、ミレ、月姫、姫）

1978年
- 宇宙海賊キャプテンハーロック（パトラス）
- 科学忍者隊ガッチャマンII（ケーナ、ミリー）
- 女王陛下のプティアンジェ（ヘレン）
- 星の王子さま プチ・プランス（リリー）
- 魔女っ子チックル（チーコ）
- 無敵鋼人ダイターン3（マリア）
- 未来少年コナン

1979年
- アニメーション紀行 マルコ・ポーロの冒険（ミリアム）
- 科学忍者隊ガッチャマンF
- 銀河鉄道999（スパイG号 / カスミ）
- さすらいの少女ネル（ネル）
- ゼンダマン（アマッタン〈初代〉、マゴ市、アリス、ロクサーヌ）
- 闘士ゴーディアン（アンナ）
- ドカベン（タケシ）
- 花の子ルンルン（エリ）

1980年
- 円卓の騎士物語 燃えろアーサー（ジューリア）
- ずっこけナイトドンデラマンチャ（マーヤ）
- 伝説巨神イデオン（1980年 - 1981年、ハルル・アジバ）
- マリンスノーの伝説（島岡ナミ）
- メーテルリンクの青い鳥 チルチルミチルの冒険旅行（水の精）
- 森の陽気な小人たちベルフィーとリルビット（ベルフィー）
- ルパン三世 (TV第2シリーズ)
- 若草物語（ベス）

1981年
- 銀河旋風ブライガー（1981年 - 1982年、エンジェル・お町）
- 最強ロボ ダイオージャ（ジュリエ）
- 新竹取物語 1000年女王（セレン）
- ぼくらマンガ家 トキワ荘物語子（由恵）
- 名犬ジョリィ（レナ）

1982年
- うる星やつら（みき）
- おちゃめ神物語コロコロポロン（アルキオーネ）
- おはよう!スパンク
- 銀河烈風バクシンガー（1982年 - 1983年、ライラ・峰里〈不死蝶のライラ〉）
- ゲームセンターあらし（プリンセスメロン）
- 太陽の子エステバン（マイナ）
- ぼくパタリロ!（ジェンヌ）
- 魔法のプリンセス ミンキーモモ（ナナ）
- わが青春のアルカディア 無限軌道SSX（有紀螢）

1983年
- アルプス物語 わたしのアンネット（エリザベス）
- 伊賀野カバ丸（野々草かおる）
- イタダキマン（メリー）
- 機甲創世記モスピーダ（カーラ）
- 銀河疾風サスライガー（1983年 - 1984年、バーディ・ショウ〈気まぐれバーディ〉）
- 光速電神アルベガス（サリー）
- さすがの猿飛（シンシア、百合子）
- 特装機兵ドルバック（ミランダ）
- ピュア島の仲間たち
- 未来警察ウラシマン（マリリン）

1984年
- 超攻速ガルビオン（ミチコ）
- 魔法の天使クリィミーマミ（青柳育子）
- 魔法の妖精ペルシャ（妖精）
- 名探偵ホームズ（ハドソン夫人）
- よろしくメカドック（那智知世）

1985年
- おねがい!サミアどん（1985年 - 1986年、アン）
- オバケのQ太郎（河合ユカリ）
- へーい!ブンブー

1986年
- あんみつ姫（1986年 - 1987年、雪女、乙姫）
- オズの魔法使い（ラングディア姫）
- ハートカクテル（彼女）
- Mr.ペンペン（ミカちゃん）

1987年
- エスパー魔美（浩司）
- シティーハンター（1987年 - 1999年、野上冴子）- 4シリーズ + 特別編3本
- ハイスクール!奇面組（チャトラ）

1988年
- おそ松くん（白鳥かおり）
- ビリ犬（1988年 - 1989年、雨森タツオ、店員） - 2シリーズ
- 夢見るトッポ・ジージョ（シャイア）

1989年
- 昆虫物語 みなしごハッチ（1989年 - 1990年、マリア、トンボの母親、イリーナ）

1990年
- 雲のように風のように（セシャーミン）
- それいけ!アンパンマン（ハート銃士〈初代〉）
- チンプイ（マリコ、アンリマ）
- 平成天才バカボン（奥さん）
- 笑ゥせぇるすまん（女店員、エリ、めぐみ）

1991年
- 美味しんぼ（サビーネ、冬美）
- 魔法使いサリー（ヒデのママ）

1992年
- おやゆび姫物語（マーヤのママ、ヘルーラ、ナレーター）
- 美少女戦士セーラームーン（フラウ）

1998年
- 名探偵コナン（浅沼洋子）

1999年
- 臣士魔法劇場 リスキー☆セフティ（ナレーション、安達さん）

2003年
- 銀河鉄道物語（2003年 - 2007年、レイラ・ディスティニー・シュラ、有紀カンナ、ナレーション） - 2シリーズ

2005年
- エンジェル・ハート（野上冴子）

2007年
- 精霊の守り人（セーナ）
- BLUE DROP 〜天使達の戯曲〜（シバリエル、BLUEのAI）

2008年
- 恋姫†無双 シリーズ（2008年 - 2010年、ナレーション、水鏡先生、講釈師） - 3シリーズ

2018年
- 若おかみは小学生!（関峰子）

2019年
- スター☆トゥインクルプリキュア（2019年 - 2020年、星奈陽子）

### 劇場アニメ
1977年
- 宇宙戦艦ヤマト（森雪）

1978年
- さらば宇宙戦艦ヤマト 愛の戦士たち（森雪）

1979年
- 銀河鉄道999（クレア）

1980年
- 銀河鉄道999 ガラスのクレア（クレア）
- ヤマトよ永遠に（森雪）

1981年
- グリックの冒険（のんのん）
- さよなら銀河鉄道999 アンドロメダ終着駅（メタルメナ）
- 世界名作童話 白鳥の湖（オディール）

1982年
- 伝説巨神イデオン（ハルル）
- 1000年女王（セレン）

1983年
- 宇宙戦艦ヤマト 完結編（森雪）
- パタリロ! スターダスト計画

1985年
- アレイの鏡（まゆ）

1986年
- 火の鳥（速魚）
- ふしぎな錦

1989年
- シティーハンター 愛と宿命のマグナム（野上冴子）

1990年
- シティーハンター ベイシティウォーズ（野上冴子）
- シティーハンター 百万ドルの陰謀（野上冴子）

1998年
- ドラえもん のび太の南海大冒険（ルフィン）

2018年
- 若おかみは小学生!（関峰子）

2019年
- 劇場版シティーハンター 〈新宿プライベート・アイズ〉（野上冴子）

2023年
- 劇場版シティーハンター 天使の涙（野上冴子）

### OVA
1987年
- 超神伝説うろつき童子シリーズ（伊藤明美）

1988年
- プロジェクトA子3 シンデレラ・ラプソディ（ハウスマヌカン）
- メタルスキンパニック MADOX-01（楠本枝里子）

1989年
- 神州魑魅変（花夜叉）

1990年
- A.D.POLICE（幻の女）

1991年
- 帝都物語（辰宮恵子）

1994年
- Compiler（ダウンロード）

1995年
- YAMATO2520（アメシス少尉）

1998年
- 銀河英雄伝説外伝 千億の星、千億の光（エリザベート・フォン・リューネブルク）
- クイーン・エメラルダス（バラルーダ）

2002年
- 戦闘妖精雪風（リディア・クーリイ准将）

2007年
- 銀河鉄道物語 〜忘れられた時の惑星〜（レイラ・ディスティニー・シュラ）

2010年
- 真・恋姫†無双†はにゃDVD第七巻はOVAすぺしゃるなのだ†（水鏡先生）

### Webアニメ
- ぽかぽかマグマッグハウス（2021年、祖母[67]）

### ゲーム
1991年
- R-TYPE COMPLETE CD（リィザ・ステファニー）

1992年
- 宇宙戦艦ヤマト（森雪）※PCエンジン版

1996年
- 伝説のオウガバトル（ノルン）

1997年
- VIRUS（月の使者）
- マスター・オブ・モンスターズ 〜暁の賢者達〜（フォーチュナー）

1998年
- スーパーロボット大戦F完結編（ハルル・アジバ）
- 探偵 神宮寺三郎 夢の終わりに（大森京子）

1999年
- 宇宙戦艦ヤマト 遥かなる星イスカンダル（森雪）
- ピノッチアのみる夢（レディ）

2000年
- さらば宇宙戦艦ヤマト 愛の戦士たち（森雪）

2001年
- スーパーロボット大戦α外伝（マチコ・ヴァレンシア）
- 松本零士999 〜Story of Galaxy Express 999〜（クレア）

2004年
- 宇宙戦艦ヤマト イスカンダルへの追憶（森雪）
- スーパーロボット大戦GC（マチコ・ヴァレンシア、ライラ・峰里、バーディ・ショウ）

2005年
- 宇宙戦艦ヤマト 暗黒星団帝国の逆襲（森雪）
- 宇宙戦艦ヤマト 二重銀河の崩壊（森雪）
- 第3次スーパーロボット大戦α 終焉の銀河へ（ハルル・アジバ）

2006年
- スーパーロボット大戦XO（マチコ・ヴァレンシア、ライラ・峰里、バーディ・ショウ）

2009年
- スーパーロボット大戦NEO（マチコ・ヴァレンシア）

2016年
- ワールド オブ ファイナルファンタジー（セーラ）

2019年
- クロス×ロゴス（野上冴子）

### 吹き替え

#### 担当女優
サリー・フィールド
- アメイジング・スパイダーマン（メイ・パーカー）
- アメイジング・スパイダーマン2（メイ・パーカー）
- キューティ・ブロンド/ハッピーMAX（ヴィクトリア・ラッド下院議員）

#### 映画
- アンダーカバー・じーさん（マディ・ハーコート〈ジェシカ・ウォルター〉）
- 1941（ベティ・ダグラス）
- エルム街の悪夢4 ザ・ドリームマスター 最後の反撃（デビー・スティーヴンス）※テレビ東京版
- 王様と私（タプティム〈リタ・モレノ〉）※TBS版
- カーサ・エスペランサ 〜赤ちゃんたちの家〜（ゲイル〈メアリー・スティーンバージェン〉）
- カリフォルニア〜ジェンマの復讐の用心棒（ヘレン〈パオロ・ボゼ〉）
- がんばれ!ベアーズ（アマンダ〈テイタム・オニール〉）※日本テレビ版
- キャッツ&ドッグス（ブロディー夫人〈エリザベス・パーキンス〉）
- キラー・エリート（トミー〈ティアナ・アレクサンドラ〉）
- 九龍の眼（クーロンズ・アイ）（メイ〈マギー・チャン〉）※VHS版
- 荒野の大活劇
- 黒いオルフェ（ユーリディス）※フジテレビ版
- 殺しを呼ぶ瞳 ※東京12ch版
- ザ・ラスト・マーセナリー[71]
- 地獄の7人（レイ・ファン）
- シティーハンター THE MOVIE 史上最香のミッション（エレーヌ・ランベルティ[注釈 1]〈ソフィー・モーゼル〉[72]）
- ジョーズ3（ケリー・アン・ブコウスキ〈リー・トンプソン〉）
- スーパーガール（ルーシー〈モーリーン・ティーフィー〉）
- セルピコ ※テレビ朝日版（思い出の復刻版ブルーレイに収録）
- 007シリーズ
  - 女王陛下の007（オリンペ）※TBS版
  - ネバーセイ・ネバーアゲイン（レディ）※フジテレビ版
- デイ・アフター・トゥモロー
- ナイル殺人事件（バワーズ〈ドーン・フレンチ〉[73]）
- バトルクリーク・ブロー（クリスチーヌ・ド・ベル[74]）
- びっくり大将
- ビリー（ビリー〈パティ・デューク〉）
- フォー・クリスマス（マリリン〈メアリー・スティーンバージェン〉）
- プローブ捜査指令（グロリア・ハーディング）
- プロジェクトA2 史上最大の標的（サンサン〈マギー・チャン〉）※フジテレビ版
- ナイスガイ・ニューヨーク（ペギー〈ジル・セント・ジョン〉）※日本テレビ版
- マリアンの友だち（ギル〈メリー・スピース〉）※テレビ朝日版
- Mr.Boo!ミスター・ブーシリーズ
  - Mr.Boo!ミスター・ブー（ジャッキー〈テレサ・チュウ〉）
  - 新Mr.Boo!鉄板焼（シーシー〈サリー・イップ〉）
- 燃えよデブゴンシリーズ
  - 燃えよデブゴン（シャオエイ〈ラウ・ホンピン〉）※フジテレビ版
  - 燃えよデブゴン 正義への招待拳（麗〈ラウ・ガーライ〉）
  - 燃えよデブゴン4 ピックポケット!（アン〈ディディ・パン〉）

#### ドラマ
- 奥さまは魔女 #238（グレーテル）
- glee/グリー（オリビア・ニュートン＝ジョン ※本人役で特別出演）
- コーヒープリンス1号店（ハンギョルの母）
- 新アウターリミッツ（ジュディ・ハドソン〈タミー・イスベル〉）
- デビアスなメイドたち（ジャンヴィエーヴ・デラトゥア〈スーザン・ルッチ〉）
- 南北戦争物語 愛と自由への大地（コンスタンス・フリン・ハザード）
- プライベート・プラクティス3（エレノア〈ミミ・ケネディ〉）
- プッシング・デイジー 〜恋するパイメーカー〜（ヴィヴィアン・チャールズ〈エレン・グリーン〉）

#### アニメ
- バッタ君町に行く（ハニー）※劇場公開版

#### その他
- アプレンティス3〜セレブたちのビジネスバトル〜（シャロン・オズボーン）
- マット・ルブランの元気か〜い?ハリウッド!（ジェレミー）

### ラジオ
- ささきいさおのペパーミントストリート 青春大通り（文化放送）
- なんでもライブ82'・83'
- アニメトピア（初代パーソナリティ）
- JAM JAM OSAKA（ラジオ大阪）阿藤海と月曜日担当（1980年 - 1981年）担当（渾名はこだぬきぽんこ）。
- 麻上洋子のこだぬきテラス（FM東京系）
- FM Sunday Studio〜夜は恋人〜（FM東京）

### テレビドラマ
- 結婚!結婚!また結婚!

### 人形劇
- ひげよさらば（星からきた猫）

### 舞台
- 飛べ!京浜ドラキュラ（1982年12月 / シアター・アプル、81プロデュース 提携公演）
- 勇者オヤンタイ

### シングルレコード
- 哀しみのサテン人形（ドール）
- 子ねこのフーガ（1979年 キングレコード 萩尾望都 詩 渡辺岳夫 曲）
- おはよう…海!（セリフのみの楽曲。作詞は麻上自身）

### CD
- マリーのアトリエvol.2【運命の日〜蛍の光歌えるの〜】（イングリド）

### 雑誌
- 女の子の冒険手帳(1981年) (21世紀ブックス)
- 月刊『PHP』

### CM
- マドゥーラの翼（ルシア）
- テイジン ヘルスケアアザラシ編（老女）

### その他
- ジュニア・文化シリーズ特別講義「松本零士のSF漫画講座」（1981年1月 NHK教育テレビジョン） - 講師アシスタント
- 一枚の写真（1992年6月19日、フジテレビ）
- トリハダ（秘）スクープ 特別編 世界のスゴイ映像100連発スペシャル（ナレーション：2011年3月22日、テレビ朝日）
- つながるセブン（2011年、講釈師・一龍斎春水(芸名)としてゲストで登場、J:COM）
- 絵本出版65周年記念 がんばれ!!きかんしゃトーマス（本編ナレーター&読み聞かせ：2011年）
- 視点論点 「介護は想像力」(2012年8月29日 NHK)

## 講談
女性が語って現代社会に有意義な講談を創作し、新作も古典もと自身のウェブサイトで語っている。
藤沢市で定期的に「春水講談ライヴinしぇんろん」を開催。依頼があれば全国各地で講談を実施。

### 主な読み物

#### 古典
- 三方が原軍記・内藤の物見　（講談の名調子が此処に集結！信玄と家康の戦い・・）
- 朝顔日記

宇治川蛍狩り〜明石の浦（若き日の熊沢蕃山と、娘・深雪の出逢いと別れ）
蕃山の諫言（宮城八十次郎が熊沢次郎左衛門と改名、主君を諫言する）
哀しき家出（縁談相手が前名・宮城八十次郎とは知らず、深雪は家出を）
瞽女の朝顔（人買いの手を逃れたどり着いた京で八十次郎と逢えず盲目に）
安倍川の別れ（浄瑠璃では「大井川の別れ」目が見えなかったが為に・・）
蕃山の閉門〜父の許し（艱難辛苦を乗り越えて・・）　
- 義士銘々伝・間十次郎光興　（赤穂義士の一人間十次郎と妻子の別れ、涙涙のお話）

前原伊助　（品川宿での伊助を敵と追う姉弟との出逢いから、切腹まで）
武林唯七と母　（匠頭守の乳兄弟・唯七とその母は、その日！・・）　　
- 山ノ内一豊の妻　（妻・千代の内助の功で、夫は小身から二十余万石の大名に）
- 黒田節の由来　（黒田藩の武士が、福島正則から「名槍・日本号」を拝領？）
- 想夫恋　（高倉天皇と琴の名手・小督との恋物語。黒田節の二番の歌詞より）
- 平家物語・祇王　（平清盛の愛妾・祇王御前が、世を儚み出家をする・・）
- 巴御前　（木曾義仲の愛妾・巴の戦う姿から、義仲の最期まで）
- 静の舞　（義経の愛妾・静御前が、頼朝の前で「静や静・・」と、舞う物語）
- 虎御前　（大磯の白拍子と曽我の十郎との悲恋物語り）
- 鎌倉星月夜　（朝比奈三郎義秀と奥女中・松島との恋物語）
- 秋色桜　（江戸時代の女流俳人「秋色」の娘時代の孝行伝）
- お竹如来　（実話からの伝記。勿体ないをモットーとする下女のお話）
- 夫婦餅　（又は「幸助餅」とも。力士を贔屓にして落ちぶれた男の挽回談
- 岩亀楼亀遊　（露をだに厭ふ大和の女郎花降るアメリカに袖は濡らさじ）
- 蜆売り健一の立志伝　（蜆売りの少年が、親孝行と勤勉を認められて・・）
- 崇谷の鍾馗　（鍾馗絵描きの名人で、大層傲慢な男・嵩谷が改心をする）
- 二人の母親　（大岡政談より。ひっぱりっこされた子供は果たしてどちらの母に？）
- 縛られ地蔵　（大岡政談。炎天下うっかり居眠りをして盗まれた白木綿。盗人は誰？）
- 杉山和一苦心の管鍼（江の島弁財天で御利益をいただき、管を使った日本の鍼術を発展）
- 小栗判官照手姫・続き読み（藤沢・鎌倉・金沢などを舞台に、遊行上人に助けられて・・）

#### 新作
- 手足無き人の人生・中村久子伝・続き読み（関口宏の「知ってるつもり?!」でも紹介された感動の人生。祖母・母・娘の愛）
- 金子みすゞ（童謡詩人金子みすゞの生涯を14編の詩を交えて）
- 火垂るの墓（野坂昭如原作。アニメ化された、清太と節子の物語り）
- 講談・宇宙戦艦ヤマト（SFアニメが、初めて講談に！ただし冒頭5分だけ）
- 皇女和宮　（幕末に生きた悲劇の皇女「和宮」の物語）
- 秩父女義民伝（秩父今宮坊の塩谷直子が、秩父郷一万人の民・百姓を救うお話）
- 伊豆長八伝　（左官の神様と言われる、コテ絵の名人「入江長八」の物語）
- 樋口一葉伝（近代女流作家として知られた一葉の、桃水との恋を中心にしたお話）
- じゅりあの吉助　（芥川龍之介の小説を講談に）
- 63才女のオフロードラリー（能城律子さんのパリダカラリー快走記）
- 大江戸天下祭り物語り（神田祭りを舞台に、江戸町民達の祭りへの心意気と恋物語）

天下祭りフォーラムよりの依頼された創作講談。江戸東京博物館で発表。
- 歌麿夢伝説（美人画浮世絵師・歌麿の栃木出身説を力説して、滝川花魁との出逢いまで）

小江戸ネットワークよりの依頼された創作講談。とちぎ祭りで発表。
- 修禅寺物語（岡本綺堂原作。新作歌舞伎より。面作り師と娘の絆は・・）
- 金色夜叉（熱海の海岸の別離から、塩原温泉で貫一が真人間に戻るまで）
- 日本の治水工事の父“デレイケ” 砂防会議の為に（NHK情報ネットワークよりの依頼。ビデオ化）

### 主な出演
2012年
- お江戸日本橋亭
- 大洲市 「男女共同参画推進講演会〜あなたらしく輝いて〜みすゞ伝」
- 渋川市 子持ち公民館 「童謡詩人・金子みすゞ」
- 上天草市　松島総合センター「童謡詩人・金子みすゞ」
- 湯島天神梅祭り 奉納講談
- 越知町「童謡詩人・金子みすゞ」
- 四国中央市 川之江隣保会館「童謡詩人・金子みすゞ」
- 横手市 子育て支援の会「童謡詩人・金子みすゞ」
- 館林市 文化講演会「童謡詩人・金子みすゞ」
- 伊豆長岡 三養荘「伊豆の長八伝」
- 栃木市 小江戸演芸講座「絵師・喜多川歌麿」
- 藤沢市 第34回春水講談ライヴinしぇんろん「坂本龍馬の妻“おりょう”」

### CD
- 女流講釈師 花の十二人! 一龍齋春水「火垂るの墓」

## 朗読
- ニッポン放送 イマジン・スタジオ 99のなみだ〜涙が心を癒す朗読会〜「恋しくて」（2010年）

『99のなみだ〜涙がこころを癒す〜』オーディオブック(04)「恋しくて」がFeBeのWebサイトより購入可能
- ニッポン放送 イマジン・スタジオ 99のなみだ〜涙が心を癒す朗読会〜「鋸山へ父と」（2011年）